# Confluence
Confluence 是一款建基於網路企業維基 (collaboration software) 的軟體，由澳洲軟體公司艾特萊森Atlassian所開發， 使用Java編寫，並於2004年推出。Confluence 獨立軟體內建Tomcat網頁瀏覽器與hsql資料庫，同時也支援其他資料庫。
開發公司在市場上將Confluence定位為企業軟體，可做為公司內部使用軟體或於SaaS或於AWS上使用。

## 概要
艾特萊森於2004年3月25日推出Confluence，旨在建構一款「根據企業知識管理系統要求而編寫的應用程式，同時在處理上保留維基的特色—簡單而強大」。
在最新版本中，Confluence已整合為群組軟體的一部分，可以搭配JIRA或其他艾特萊森軟體產品，包括 Bamboo, Clover,Crowd, Crucible,和Fisheye 使用。
艾特萊森於2014年推出匯流數據中心（Confluence Data Center），使群集設定中的節點負載均衡，進而提升可用性。

## 分析
2007年，《給傻瓜的社交媒體行銷》（Social Media Marketing for Dummies）一書將Confluence視為一款「新興的企業社交軟體」，且肯定Confluence已確實成為市場競爭者 。《給傻瓜的維基》（Wiki for Dummies）則描述Confluence為「企業環境最流行的維基百科之一」、「安裝簡單、使用輕鬆」，以及擁有「突破框架」的Wiki軟體搜尋能力。
eWeek在2011年引述了Confluence第4版的新功能，如：自動規格化與自動完成，並整合Wiki與WYSIWYG（所見即所得），社交網絡通知以及多媒體文件的拖放功能。涵蓋基本的企業溝通、知識交流的協作工作區、社交網絡、個人資訊管理和專案管理。來自IDG國際數據集團的德國報社Confluence與SharePoint進行比較，發現 Confluence 非常適合作為社交業務的入門協作平台，而 SharePoint 更偏向業務流程具高複雜結構的公司。
Confluence 的功能包含為所有頁面（包含Word檔案）設置CSS模板。内建搜尋功能，可以用日期、網頁作者以及內容類型（如圖像）進行搜尋。工具中設置了附加功能，可整合標準格式，可編碼API使其具備擴充性。Confluence 可作為大綱工具，對應同軟體公司所開發的Jira—事務跟蹤管理系統中的工作需求。

## 停用Wiki標記式語言
Confluence於2011年 停止支援Wiki 標記式語言 。這項決定於日前被熱烈議論，上個版本的使用者中有部分反對此變更 。對此，艾特萊森提供外掛程式，進階使用者可利用原始碼編輯器，針對 XHTML 文件原始碼進行編輯。但是，雖然新的標記式語言基於 XHTML 進行編寫，卻不完全適用 XHTML。
此外，Wiki標記式語言不僅可鍵入編輯器，透過Confluence的自動完成及自動格式化功能，還可將Wiki標記式語言轉碼成新的格式。及時轉換完成後，將無法再次以 Wiki 標記式語言進行編寫。

## 安全性
Confluence雲端資料庫的傳輸及保存均經過加密保護。

## 使用限制
目前尚無直接將語言加入圖像之功能，需透過其他方式完成。